# 常裕
常裕（1928年—），江苏靖江人，中国人民解放军将领、中国人民解放军空军中将。
1970年4月—1981年3月，担任中国人民解放军空军第六军政治部主任。1988年，授予中国人民解放军空军中将，曾任兰州军区空军副政治委员。